# Light Shop
Light Shop (en hangul, 조명가게; en hanja, 照明가게; romanización revisada, Jomyeonggage) es una serie de televisión web surcoreana escrita por Kang Full y basada en un webtoon propio; está dirigida por Kim Hee-won, y protagonizada por Ju Ji-hoon, Park Bo-young, Kim Seol-hyun, Bae Seong-woo, Uhm Tae-goo, Lee Jung-eun, Kim Min-ha, Shin Eun-soo, Park Hyuk-kwon, Kim Sun-hwa y Kim Ki-hae. Formada por ocho capítulos, los cuatro primeros se estrenaron en la plataforma Disney+ el 4 de diciembre de 2024, los dos siguientes el 11 y los dos últimos el 18 del mismo mes.

## Sinopsis
Un grupo de desconocidos tienen dificultades para asimilar una horrible experiencia de su pasado. Cada uno de ellos lleva una vida normal cuando se ven extrañamente arrastrados a una tienda de iluminación situada al final de un callejón de dudosa reputación. Un cauteloso tendero vigila la tienda, que puede contener la clave del pasado, presente y futuro de los desconocidos.

## Reparto
- Ju Ji-hoon como Jung Won-young, el dueño de la tienda de iluminación, que no apaga las luces ni un minuto ningún día del año, y da la bienvenida a los misteriosos invitados que entran en la tienda.[2]

- Park Bo-young como Kwon Young-ji, una enfermera de cuidados intensivos con una conexión inusual con sus pacientes. Una vez estuvo en coma como consecuencia de un atropello; cuando se recuperó decidió hacerse enfermera.[3][4]

- Kim Seol-hyun como Lee Ji-young, una mujer misteriosa que tenía una relación con Hyun-min. Sentada en una oscura parada de autobús, lleva una maleta y parece estar esperando a alguien.[5][6]

- Bae Seong-woo como Yang Sung-sik, un oficial de policía.[7][8]

- Uhm Tae-goo como Hyun-min, un hombre que siente una inexplicable curiosidad por una misteriosa mujer sentada en una parada de autobús.[9][10]

- Lee Jung-eun como Jung Yu-hee, una madre angustiada que envía a su hija Hyun-joo a la tienda de iluminación todos los días para comprar bombillas.[7][11]

- Kim Min-ha como Seon-hae, una guionista que experimenta cosas extrañas después de mudarse a una antigua villa.[12][13]

- Shin Eun-soo como Hyun Joo, una chica que pasa por la tienda de iluminación todos los días.[14]

- Park Hyuk-kwon como Seung-won, un hombre misterioso que siempre deambula empapado de agua por los callejones oscuros.[12]

- Kim Sun-hwa como Hye-won, una mujer que deambula por un callejón oscuro en una noche lluviosa usando zapatos rojos.[12]

- Kim Ki-hae como Ji-woong, un estudiante de secundaria que tiene que pasar por un callejón oscuro para llegar a casa y se encuentra con varios personajes deambulando por la tienda de iluminación.[12]

- Kim Dae-myung como Kim Sang-hoon, propietario de una tienda china.[14][15]

### Apariciones especiales
- Go Youn-jung como Jang Hee-soo.[16]

## Producción
Light Shop es el quinto trabajo de la serie Mystery Psychoological Slurp Water del autor Kang Full, y está basada en el webtoon homónimo, que ha superado los 150 millones de visitas. El propio Kang ha escrito el guion, y la dirección corre a cargo del actor Kim Hee-won, en su primera experiencia como director de series televisivas. Ambos estuvieron en estrecho contacto durante la preparación y realización. Para el autor, la principal diferencia entre la historieta gráfica y la serie es que esta muestra mejor las relaciones entre los personajes, algo que no pudo hacer bien en aquella, según declaró, «debido a limitaciones de talento».
Kang Full había colaborado ya con Disney+ en la exitosa serie Moving (2023), también basada en una de sus obras. El 21 de noviembre de 2024 aquella anunció la producción de la segunda temporada de esa serie; la acogida positiva o negativa del público de Light Shop tendrá seguramente un impacto en dicha producción. Por otra parte, Kakao Entertainment, propietaria de los derechos del webtoon original, esperaba que la emisión de la serie reforzara el interés por este, y organizó una campaña de promoción que incluía la publicación de carteles, actos públicos y entregas de premios. El objetivo era reproducir el éxito del webtoon Moving subsecuente al de la serie, y es que tras la emisión de esta las ventas se multiplicaron por 35. Miembros de Kakao Entertainment consideraban crucial el éxito de la serie para la suerte de la compañía, que atravesaba una grave crisis en ese momento.
En marzo de 2023 se anunció que el director sería Kim Hee-won y que se estaba trabajando en las audiciones. El rodaje comenzó en el otoño de 2023 y concluyó en abril de 2024. En enero de este último año Disney+ anunció que la serie se lanzaría en su plataforma. El 14 de octubre el equipo de producción confirmó la fecha del estreno para el 4 de diciembre y lanzó el cartel de avance. El 6 de noviembre publicó los carteles de personajes, uno para cada uno de los once protagonistas. El 3 de diciembre se presentó la producción en el centro de convenciones COEX en Gangnam-gu, Seúl, con la presencia del guionista, el director y gran parte del reparto protagonista.

## Recepción
Las reacciones de los internautas surcoreanos tras los primeros cuatro capítulos de la serie fueron mixtas, según recogieron algunos medios de prensa. Hubo comentarios que alababan la adaptación de la historia gráfica original, pues la hacía más fácil de entender, y el hecho de que mantuviera el interés del espectador; otros, en cambio, criticaban a algunos personajes e incluso a algunos de los actores del reparto.